# John Mariani
John Mariani est un tireur sportif américain.

## Palmarès
John Mariani a remporté l'épreuve Tanégashima (original) aux championnats du monde MLAIC organisés en 2004 à Batesville  aux États-Unis  .